# Scandal (Fernsehserie)
Scandal ist eine US-amerikanische Fernsehserie, die von 2012 bis 2018 für den US-Sender ABC produziert wurde. Hauptfigur ist eine Krisenmanagerin, die im Auftrag des republikanischen US-Präsidenten Politikskandale verhindern soll. Das Konzept der Serie wurde von Shonda Rhimes entwickelt. Sie fungierte neben Betsy Beers als Produzentin der Serie. Die Erstausstrahlung in den Vereinigten Staaten fand am 5. April 2012 bei ABC statt. Die Ausstrahlung der siebten und letzten Staffel begann am 5. Oktober 2017 und endete am 19. April 2018 mit dem Serienfinale.

## Handlung
Die politische Beraterin und Krisenmanagerin Olivia Pope will mit ihrem Team aus hochqualifizierten Anwälten Probleme bewältigen, bevor sie sich zu Skandalen auswachsen und durch ihr Eingreifen verhindern, dass schlimmerer Schaden entsteht.

### Staffel 1
Die erste Staffel behandelt schwerpunktmäßig das Leben von Olivia Pope und ihrem Team, das aus folgenden Mitgliedern besteht:
- Stephen Finch, einem Frauenhelden,
- Harrison Wright, einem effizient arbeitenden Prozessanwalt,
- Abby Whelan, der Firmenermittlerin,
- Huck Finn, einem Hacker mit einer CIA-Vergangenheit, und
- Quinn Perkins, einer neuen Anwältin, die schnell lernt, wie es in einem Team zugeht, wo Krisenbewältigung an erster Stelle steht.

Des Weiteren werden die ehemaligen Auftraggeber, der Präsident der Vereinigten Staaten, Fitzgerald „Fitz“ Grant, und dessen Stabschef Cyrus Beene vorgestellt, wobei es auch um das Verhältnis zwischen Olivia und ihrem ehemaligen Arbeitgeber Grant während des Wahlkampfs und seiner Ehe mit Mellie Grant geht. Außerdem muss das Geheimnis um Amanda Tanner, einer ehemaligen Praktikantin im Weißen Haus, aufgeklärt werden. Gegen Ende der ersten Staffel verlässt Stephen Finch das Team.

### Staffel 2
Die zweite Staffel enthüllt sowohl Quinns Identität als auch Hucks düstere Vergangenheit und deckt Popes Geheimnis auf: sie hat ein Verhältnis mit Präsident Grant. Zu Beginn der Staffel gibt es ein Attentat auf den Präsidenten, das sein Leben ändert. Er möchte sich von Mellie, seiner Frau, scheiden lassen. Huck wird des Attentates beschuldigt und kommt ins Gefängnis, doch Staatsanwalt David Rosen hilft ihm aus der Klemme. Es stellt sich heraus, dass Richterin Verna Thornton das Attentat beauftragt hatte, die daraufhin von Grant im Krankenhaus getötet wird. Auf ihrer Beerdigung erklärt Grant Pope, dass er sich nun nicht mehr scheiden lassen will.
Pope lernt in der Staffel Kapitän Jake Ballard kennen, der mit Rowan, dem Boss von B613, zusammenarbeitet und von ihm geschickt wird, um Pope näher zu kommen. Sie und ihr Team müssen den Maulwurf finden, der geheime Informationen aus dem Weißen Haus an die Medien liefert. Huck schafft es, Charlie gefangenzuhalten, der die Identität des Maulwurfs preisgibt. Es ist Billy Chambers, der Stabschef des Vizepräsidentin. Währenddessen stellt Mellie ihrem Mann ein Ultimatum; entweder bleibt er ihr treu, oder sie veröffentlicht seine Affäre mit Olivia Pope. Fitz entscheidet sich für Pope. Es wird bekannt, dass Rowan, alias Eli, ihr Vater ist.

### Staffel 3
Zu Beginn der dritten Staffel muss Olivia feststellen, wozu ihr Vater in der Lage ist. Das führt dazu, dass Jake und Huck nun mehr über B613 rausfinden sollen. Über den militärischen Code „Operation Remington“ finden sie heraus, dass Fitz ein Flugzeug voller Zivilisten über Island zerstört hat, in dem auch Olivias Mutter eines von mehr als 300 Opfern war. Aufgrund der Nachforschungen zu Operation Remington bekommt das Team heraus, dass ein Passagier von einem Bundesmarschall kurz vor Beginn des Fluges aus dem Flugzeug geholt wurde. Quinn beginnt mit Charlie ein Verhältnis, der sie dazu bringt, einen Sicherheitsmann zu töten, der den besagten Passagier beim Verlassen des Flugzeuges gesehen hat. Infolgedessen wird Quinn von Huck gefoltert und sie verlässt das Team.
Es wird bekannt, dass der Passagier, der nicht mitflog, Maya heißt und die Mutter von Olivia ist. Rowan hielt sie die letzten 20 Jahre gefangen und Olivia ist geschockt, als ihre tot geglaubte Mutter sie kontaktiert. Als Rowan rausbekommt, dass Maya geflüchtet ist, gibt er sie auf der „Most Wanted“-Terroristen-Liste vom FBI an. Olivia organisiert einen Flug nach Hongkong mit Maya im Flugzeug, doch Maya verlässt das Flugzeug und Olivia weiß nun, dass ihre Mutter wirklich eine Terroristin mit dem Codenamen Marie Wallace ist. Als Fitz Rowan im Pentagon festhält, will Olivia, dass Fitz ihre Mutter verhaftet, doch Maya schafft es wieder zu flüchten.
Währenddessen hat Fitz Probleme mit Josephine „Josie“ Marcus, welche mit der Demokratischen Partei gegen Senator Samuel Reston am Gewinnen ist und die erste weibliche Präsidentin der Vereinigten Staaten zu werden scheint. Cyrus versucht sein Bestes, um Josie schlecht zu machen, aber er scheitert. Als Olivia erfährt, dass Fitz das Flugzeug mit ihrer Mutter an Bord zerstörte, lehnt sie das Angebot ab, der Kampagnenmanager für Fitz’ Wiederwahl zu sein, und wird Manager von Josie. Nach einem Vorfall mit Josies Schwester steigt Josie aus ihrer Kampagne aus.
Zur selben Zeit kündigt Sally an, dass sie auch zur Präsidentschaftswahl antritt, mit Leo Bergen als ihrem Kampagnenmanager. In Folge ernennt Fitz den Gouverneur von Kalifornien, Andrew Nichols, zu seinem Vizepräsidenten. Cyrus versucht, Sally zu erpressen, indem James Novak, Cyrus Ehemann, mit Sallys Ehemann, Daniel Douglas, flirtet. Doch James durchschaut den Plan seines Mannes und schläft mit Daniel, um Cyrus zu erniedrigen. Als Sally das herausfindet, tötet sie ihren Mann. Deshalb bittet sie Cyrus um Hilfe. David Rosen bekommt Besuch von einer Frau von der NSA, die das Gespräch zwischen Cyrus und Sally aufgenommen hat. David erzählt James von diesem Gespräch. Die Kampagne bekommt Probleme, da Sally bei einer Diskussion fast die Wahrheit bezüglich Daniels Tod bekannt gibt. Cyrus bittet deswegen Jake um Hilfe, der James tötet, um die Wahrheit zu verheimlichen.
Die Kinder von Fitz und Mellie, Jerry und Karen Grant, kommen ins Weiße Haus, um befragt zu werden und Olivia wird klar, dass sie nicht zufrieden mit ihren Kindern sind. Maya und Anden Salif schließen sich mit Dominic Bell zusammen, der ihnen eine Bombe gibt. Olivia und ihr Team finden den Standort von Dominic mit der Hilfe von Rowan und versuchen, Maya zu finden. Im Finale geht die Bombe jedoch in einer Kirche hoch, was Sally zu ihrem Vorteil nutzt, um aufzusteigen. Am Wahltag letztendlich sind Olivia und Cyrus davon überzeugt, dass Fitz verliert. Aber Rowan beauftragt Tom Larson, Jerry, den Sohn von Fitz und Mellie, zu töten, was ihm auch gelingt. Fitz gewinnt dadurch die Wahl.
Auch Harrison Wright stirbt am Ende der Staffel durch Olivias Vater Rowan. Olivia und Jake lassen ihre Vergangenheit hinter sich, verlassen Washington und wollen auf einer Insel bei Sansibar ein neues Leben beginnen.

### Staffel 4
Nachdem Olivia und Jake zurückgekehrt sind, wird Jake des Mordes an Jerry Grant angeklagt und kommt ins Gefängnis. Rowan versucht weiterhin, Jake als Schuldigen hinzustellen, was zu Nachforschungen durch Olivia führt. Fitz, Jake und Olivia wollen Rowan verhaften, aber sie scheitern und Olivias Vater muss B613 abschalten und alle B613-Agenten eliminieren. Olivia versucht auch, Rowan zu töten, doch es gelingt ihr nicht. Sie wird entführt.
Nachdem Olivias Firma geschlossen wurde, müssen Abby, Huck und Quinn sich neue Jobs suchen.
Abby ist nun Pressesprecherin des Weißen Hauses und hat Probleme, sich Respekt von Cyrus und Fitz zu beschaffen, die sie wegen ihrer Haarfarbe Red nennen. Etwas später in der Staffel ist sie noch mehr gestresst, da ihr jetziger Ex-Ehemann als Senator von Virginia nominiert wurde. Abby heuert Leo Bergen an, seine Kampagne zu ruinieren.
Huck arbeitet in einem Elektronikladen und weigert sich erst, zur Firma zurückzukommen, tut es aber trotzdem. In den vergangenen zwei Monaten hat er seine zerstrittene Familie verfolgt, doch seine ehemalige Frau Kim erlaubt es ihm nicht, seinen Sohn Javi zu sehen. Trotzdem beginnen Huck und Javi über das Computerspielen eine Freundschaft.
Quinn hat noch Kontakt zu Abby und Huck, da sie Olivia finden möchte. Quinn arbeitete an einem Fall von Olivias Freundin Catherine, in dem Catherines Tochter getötet wurde und ihr Ehemann sich umbrachte. Der Fall nimmt eine Wendung, als Quinn herausfindet, dass der Mörder der Tochter mit Namen Kobiak mit Elizabeth North und Vizepräsident Andrew Nichols arbeitete. Ihr Plan ist es, einen Krieg in West-Angola zu beginnen. Elizabeth und Andrew arrangieren die Entführung von Olivia Pope, wobei Fitz alles tut, um sie zu retten. Nichols überzeugt Fitz erfolgreich den Krieg zu starten.
Mellie hat Probleme wegen des Todes ihres Sohnes. Sie schließt sich mit Elizabeth North zusammen und etwas später, nach einer Affäre mit Nichols, erkennt sie sein wahres Gesicht, er droht mit der Veröffentlichung ihrer Affäre.
Cyrus beginnt mit Michael, einem männlichen Prostituierten, zu schlafen. Michael liefert Elizabeth Informationen und Cyrus braucht Olivias Hilfe. Als Bilder von Cyrus und Michael veröffentlicht werden, heiraten die beiden, um die Krise zu beenden.
Während Olivia gefangen gehalten wird, wird sie zur Auktion freigegeben. Diverse Terrororganisationen wollen sie ersteigern. Olivia will die Auktion manipulieren, aber sie scheitert und wird an Russland verkauft. Am Ort des Austauschs ist Stephen Finch, rettet Olivia und bringt sie sicher nach Amerika. Kurz danach bekommt Nichols einen Schlaganfall, welcher vermutlich durch die Zusammenarbeit von Mellie und Elizabeth entstand. Olivia wird von Fitz besucht, doch sie ist angewidert, da ihr seine Entscheidung, einen Krieg zu starten, um sie zu retten, nicht gefällt. Olivia kehrt in ihren Job zurück.
Nun sucht Fitz nach einem neuen Vizepräsidenten. Dabei denkt er an Mellie, aber laut Cyrus ist dies keine gute Idee. Laut Mellie soll die Senatorin von Virginia, Susan Ross, perfekt für die Stelle sein. Nach einiger Zeit ist Susan Ross auch die Vizepräsidentin.
Olivia und ihr Team haben weitere Fälle, unter anderem der Fall von Marcus Walker, der des Mordes an der Frau des Bürgermeisters beschuldigt wird, mit der er eine Affäre hatte. Das Team findet jedoch heraus, dass der Bürgermeister seine Frau getötet hat und Marcus beschuldigt. Doch der Bürgermeister tritt zurück und Marcus veröffentlicht die Wahrheit in den Medien.
Im Finale der Staffel werden Mitglieder einer Jury für den B613-Fall getötet. Olivia, ihr Team und David beginnen nachzuforschen und kommen zu dem Ergebnis, dass Rowan Schuld daran hat. Er hat ebenso Mellie erpresst, indem er ihr die Namen der Mitglieder vor ihrem Tod gegeben hat, um sie sich schuldig fühlen zu lassen, da sie nichts sagt. Cyrus erfährt die Wahrheit, aber erzählt es Fitz nicht. Nach einem Rat von Maya entscheiden sich Olivia und Jake dazu, B613 der CIA bekanntzugeben, doch es gelingt ihnen nicht. Rowan kommt nach einer Anschuldigung ins Gefängnis. Fitz findet heraus, was seine Frau und Cyrus getan haben und schmeißt sie aus dem Weißen Haus. Schlussendlich nimmt Elizabeth Cyrus Platz als Stabschef ein. In der letzten Szene vereinigen sich Fitz und Olivia wieder.

### Staffel 5
Nachdem sich der Präsident von seiner Frau getrennt hat, führt er mit Olivia eine geheime Beziehung, die durch Sally Langston, der ehemaligen Vizepräsidentin, öffentlich gemacht wird. Nach einiger Zeit verlässt Olivia ihn, da sie unter diesen Umständen nicht mit Fitz zusammen sein kann.
Das Amtsenthebungsverfahren des Präsidenten wird durch Eli Pope, der durch Mellie aus dem Gefängnis gekommen ist, verhindert. Eli hat gegen jeden einzelnen Richter des Verfahrens etwas in der Hand und kann sie damit erpressen.
Sechs Monate später haben Olivia und Jake wieder eine Beziehung aufgenommen. Jake arbeitet mit Eli zusammen und wird durch ein Komplott zum neuen NSA-Chef.
Olivia und Mellie arbeiten ihre gemeinsame Geschichte rund um Fitz auf und freunden sich an. Das geht sogar so weit, dass Olivia Mellies Wahlkampf zur nächsten Präsidentin leitet.
David und Liz haben eine geheime Beziehung. Liz drängt ihn dazu, Susan Ross näher zu kommen, um sie besser lenken zu können. Aber letztendlich vermasselt David Susans Chancen, die Vorwahlen zur Präsidentschaft zu gewinnen und Susan beendet die Beziehung.
Eli zwingt Jake eine prominente Washingtoner Anwältin zu heiraten, obwohl Jake lieber mit Olivia zusammen sein will. Aber Eli droht seiner Tochter, Jake zu töten, wenn sie sich nicht von Jake trennt. Um an das Erbe seiner Frau zu kommen, tötet Jake seinen Schwiegervater.
Olivia erschlägt Andrew aus Rache für ihre Entführung und das Trauma, das sie dadurch erlitten hat.
Abby arbeitet nun als Stabschefin im Weißen Haus.
Cyrus hat im Lager der Demokraten einen potentiellen Kandidaten zum nächsten Präsidenten der USA gefunden und begleitet ihn bis zu den Präsidentschaftswahlen, zuerst als Wahlkampfleiter, dann sogar als sein Vizepräsident.
Im Lager der Republikaner tritt Mellie als Präsidentschaftskandidatin an.
Olivia beweist Jake, dass Eli ihn nie töten würde und er sich somit von Elis Einfluss befreien kann. Dadurch gerät Jake aber unter Olivias Einfluss, die ihn zum Vizepräsidenten unter Mellie machen will.
Edison Doyle, ein Demokrat, hat auf Olivias Rat hin seinen Wahlkampf hingeschmissen und damit wurden Elis Pläne, den nächsten Präsidenten in der Hand zu haben, vereitelt.

### Staffel 6
Frankie Vargas gewinnt die Präsidentschaftswahlen, wird jedoch während der Wahlfeier erschossen.
Die gesetzliche Regelung sieht vor, dass in diesem Fall, die Wahlmänner entscheiden, wer der nächste Präsident wird: Mellie oder Cyrus, der ja als Frankies Vizepräsident angetreten ist.
Olivia beschuldigt Cyrus, hinter dem Attentat zu stecken. Durch eine Falschaussage von Tom kommt Cyrus ins Gefängnis. Ihm steht sogar die Todesstrafe bevor.
Hinter dem ganzen Komplott steckt aber eine Gruppe, die Eli und auch einige andere Leute rund um Olivia erpresst hat, damit Mellie zur nächsten Präsidentin gemacht wird, weil sie denken, dass Mellie leichter zu lenken ist und sie somit die Staatsgeschäfte nach ihren Wünschen beeinflussen können. Durch einen Schachzug aller Beteiligten können die Drahtzieher eliminiert werden, Cyrus aus dem Gefängnis geholt und als eigentlicher Hintermann Luna Vargas, die Ehefrau des ermordeten Präsidenten, entlarvt werden. Olivia und Jake konfrontieren Luna mit ihrem Wissen und stellen sie vor die Wahl, öffentlich angeprangert zu werden oder Selbstmord zu begehen. Sie entscheidet sich für den Freitod.
Mellie wird nun offiziell zur neuen Präsidentin, mit Olivia als ihrer Stabschefin und Cyrus als Vizepräsidenten.
Im Geheimen richtet Olivia B613 mit ihr als neuen Commander wieder ein.
Während eines Gesprächs zwischen Olivia und Cyrus wählt dieser die gleichen Worte wie Luna und Olivia erkennt, dass der ursprüngliche Plan, Frankie zu eliminieren, von Cyrus initiiert worden war.

### Staffel 7
In der finalen Staffel hat sich Fitz nach Vermont zurückgezogen und versucht sich einen Alltag abseits des Weißen Hauses aufzubauen. Wobei er Unterstützung von Marcus erhält, der sich mit ihm gemeinsam um das neu gegründete Fitzgerald-Grant-Institut kümmert. Dieses Institut soll Leuten, denen Unrecht zugefügt wurde, zu einer zweiten Chance verhelfen.
Eli sucht Fitz in Vermont auf und bittet ihn um Hilfe, da Olivia sich durch B613 sehr verändert hat. Nach den ersten 100 Tagen von Mellies Amtszeit kommt Fitz wieder zurück nach Washington D.C. und bittet Olivia bei einem Fall um Hilfe. Sie verweist ihn aber an Quinn, die in der Zwischenzeit die Kanzlei von Olivia übernommen hat.
Präsident Rashad von Bashran, den Mellie im Zuge des Aushandelns eines Atomwaffenvertrages kennengelernt hat und dem sie sehr zugetan ist, stirbt durch die Explosion eines Flugzeuges auf amerikanischen Boden. Ausgeführt von Jake, der von Olivia als Commander von B613, beauftragt wurde.
An ihrem Hochzeitstag mit Charlie wird Quinn entführt. Das Team findet heraus, dass sie die Flugzeugexplosion untersucht hat und herausgefunden hat, dass Olivia und B613 dahinterstecken. Durch ihre neue Position als Commander hat sich das Machtverhältnis zwischen Olivia und ihrem Vater umgedreht, und Quinn und ihr ungeborenes Kind werden zum Spielball zwischen den beiden Popes. Da Olivia nun die Oberhand hat, lässt sie sich nicht von ihrem Vater erpressen und ist sogar bereit, Quinn zu opfern. Als ihr Vater Quinn angeblich wirklich erschießt, kann sie nur schwer und schlechten Gewissens den anderen des Teams gegenübertreten. Als der trauernde Charlie sich seinem ehemaligen Commander Eli Pope wieder als Attentäter anbieten will, findet er heraus, dass Eli Quinn und ihr Baby verschont hat.
In der Zwischenzeit versuchen Fitz und das Team, an Olivias Gewissen zu appellieren und bitten sie, ihre Macht aufzugeben. Nachdem aufgedeckt wurde, dass Olivia die Ermordung von Präsident Rashad beauftragt hat, stellt die Präsidentin Olivia vor die Wahl, freiwillig ihren Posten als Stabschefin und als Commander von B613 aufzugeben, damit Jake diese Positionen übernehmen kann, oder sie wird offiziell entlassen. Nachdem Quinn bei Olivia aufgetaucht ist, tritt Olivia freiwillig zurück, und Quinn kann dem Team mitteilen, dass sie noch am Leben ist.
Das Flugzeug Air Force Two wird von Hackern entführt, und Cyrus, der sich selbst an Bord der Maschine befindet, wird zum Helden, als er durch eine Ansprache alle Passagiere beruhigen kann. In letzter Sekunde gelingt es Charlie, die Kommunikation mit der Maschine wieder herzustellen, und das Flugzeug kann sicher landen. Cyrus hat diese Entführung veranlasst, da er selbst Präsident werden möchte und benutzt Charlie als Sündenbock. Dieser wird verhaftet.
Ein weiterer Hintermann ist Lonnie Mencken, der als Chef der Ermittlungen dieses Anschlages eingesetzt wird und so Charlie erpresst, ein Geständnis zu unterschreiben, in dem die Präsidentin als Auftraggeberin belastet wird. Erst nach Jakes Eingreifen unterschreibt Charlie. Cyrus hat zuvor Jake ins Boot geholt, um Olivias Nachforschungen zu untergraben.
Quinn und das Team schließen sich mit Olivia zusammen, um gemeinsam das Komplott aufzudecken. Als einzigen Ausweg sieht Olivia die Bekanntmachung von B613 und spielt Sally Langston Infos zu, die sie in ihrer Sendung ansprechen kann, um Druck auf den Senat zu machen, diesen Geheimdienst zu untersuchen.
In der Finalfolge müssen Olivia, Quinn, Huck, Tom, Mellie und Fitz vor einem Sonderausschuss des Senats aussagen und bekennen sich dazu von B613 gewusst und im Namen von B613 Verbrechen begangen zu haben. Quinn und Charlie bekommen die Chance, in einer kleinen Zeremonie endlich zu heiraten, da durch ihre Aussage die Gefahr besteht, dass auch Quinn verhaftet wird und ebenfalls ins Gefängnis gehen muss.
David Rosen schafft es, Jake zu überreden, ihn nicht zu erschießen und sich für die richtige Seite zu entscheiden, woraufhin Cyrus David selbst ermordet. Überraschend sagt Rowan vor dem Ausschuss aus, bekennt sich ebenfalls zu B613 und liefert Jake Ballard als Commander an den Senat aus.
Olivia besucht Jake im Gefängnis und verabschiedet sich für immer von ihm. Sie bringt auch Cyrus dazu, als Vizepräsident zurückzutreten, in dem sie andeutet, dass sie von seinem Mord an David weiß. Somit sind Mellies Gegner alle ausgeschaltet und Olivias Werk, die Präsidentin zu unterstützen, getan. Sie erklärt ihr, dass sie an Mellie glaubt und überzeugt ist, dass diese ihre Sache als Präsidentin hervorragend machen wird.
Fitz und Olivia treffen wieder aufeinander. In der Schlussszene stehen zwei junge Mädchen in der National Gallery vor einem lebensgroßen Porträt von Olivia Pope.

## Besetzung und Synchronisation
Die deutsche Synchronisation entsteht durch die Synchronfirma Scalamedia GmbH in Berlin. Die Dialogregie der ersten beiden Staffeln übernahm Katharina Gräfe; die der dritten, vierten und fünften Staffel Lutz Riedel. In der sechsten Staffel führten Rainer Martens und Andreas Müller die Dialogregie, die in der siebten Staffel Andreas Müller übernimmt. Die Dialogbücher stammen von Gräfe, Carsten Bengelsdorf, Robin Kahnmeyer, Oliver Blanck, Carina Krause (alle zusammen Staffel 1 & 2), sowie Stefan Sidak (Staffel 3–7).

### Hauptbesetzung
| Rollenname                         | Schauspieler/-in    | Bild              | Hauptrolle (Episoden) | Nebenrolle (Episoden) | Synchronsprecher/-in                                        |
| ---------------------------------- | ------------------- | ----------------- | --------------------- | --------------------- | ----------------------------------------------------------- |
| Olivia Caroline Pope               | Kerry Washington    | Kerry Washington  | 1.01–7.18             |                       | Victoria Sturm                                              |
| Harrison Wright                    | Columbus Short      | Columbus Short    | 1.01–3.18             |                       | Florian Halm                                                |
| Abigail „Abby“ Whelan              | Darby Stanchfield   | Darby Stanchfield | 1.01–7.18             |                       | Sonja Spuhl                                                 |
| Quinn Perkins                      | Katie Lowes         | Katie Lowes       | 1.01–7.18             |                       | Rubina Kuraoka                                              |
| Diego „Huck“ Muñoz                 | Guillermo Díaz      | Guillermo Díaz    | 1.01–7.18             |                       | Tommy Morgenstern                                           |
| Cyrus Beene                        | Jeff Perry          | Jeff Perry        | 1.01–7.18             |                       | Lutz Schnell                                                |
| Fitzgerald „Fitz“ Thomas Grant III | Tony Goldwyn        | Tony Goldwyn      | 1.01–7.18             |                       | Peter Flechtner                                             |
| Stephen Finch                      | Henry Ian Cusick    | Henry Ian Cusick  | 1.01–1.07             | 4.13                  | Markus Pfeiffer                                             |
| David Rosen                        | Joshua Malina       | Joshua Malina     | 2.01–7.18             | 1.01–1.07             | Uwe Büschken                                                |
| Melody „Mellie“ Grant              | Bellamy Young       | Bellamy Young     | 2.01–7.18             | 1.01–1.07             | Debora Weigert (Staffel 1–6) Christin Marquitan (Staffel 7) |
| Jacob „Jake“ Ballard               | Scott Foley         | Scott Foley       | 3.01–7.18             | 2.14–2.22             | Oliver Feld                                                 |
| Elizabeth „Liz“ North              | Portia de Rossi     | Portia de Rossi   | 5.01–6.11             | 4.01–4.22             | Arianne Borbach                                             |
| Marcus Walker                      | Cornelius Smith Jr. |                   | 5.04–7.18             | 4.14, 4.19            | Björn Schalla                                               |
| Rowan „Eli“ Pope                   | Joe Morton          | Joe Morton        | 5.16–7.18             | 2.17–5.15             | Oliver Stritzel                                             |
| Charlie                            | George Newbern      | Rowan „Eli“ Pope  | 7.01–7.18             | 1.05–6.16             | Bernhard Völger                                             |

### Nebenbesetzung
| Rollenname                       | Schauspieler/-in  | Nebenrolle (Episoden)            | Synchronsprecher/-in     |
| -------------------------------- | ----------------- | -------------------------------- | ------------------------ |
| Amanda Tanner                    | Liza Weil         | 1.01–1.06                        | Schaukje Könning         |
| Gideon Wallace                   | Brendan Hines     | 1.02–1.07                        |                          |
| Billy Chambers                   | Matt Letscher     | 1.02–2.22                        | Gerrit Hamann            |
| James Novak                      | Dan Bucatinsky    | 1.04–3.14, 4.17, 6.10            | Jaron Löwenberg          |
| Sally Langston                   | Kate Burton       | 1.05–6.05, 7.17–7.18             | Kerstin Sanders-Dornseif |
| Tom Larsen                       | Brian Letscher    | 1.05–6.11, 7.18                  | Sven Gerhardt            |
| Jeannine Locke                   | Samantha Sloyan   | 1.06–3.16                        |                          |
| Alissa                           | Brenda Song       | 1.06–2.13                        | Magdalena Turba          |
| Hollis Doyle                     | Gregg Henry       | 2.01–3.12, 5.14–5.20, 6.10, 7.18 | Detlef Bierstedt         |
| Verna Thornton                   | Debra Mooney      | 2.02–2.13, 6.10                  | Beate Gerlach            |
| Edison Davis                     | Norm Lewis        | 2.03–3.02, 5.05–5.21             | Thomas Nero Wolff        |
| Grayden Osborne                  | Kurt Fuller       | 2.14–2.17                        |                          |
| Josephine „Josie“ Marcus         | Lisa Kudrow       | 3.04–3.08                        | Sabine Jäger             |
| Leo Bergen                       | Paul Adelstein    | 3.05–5.05, 6.08, 6.12            | Tobias Kluckert          |
| Doug Langston                    | Jack Coleman      | 3.05–3.10                        |                          |
| Maya Lewis                       | Khandi Alexander  | 3.06–4.22, 6.14–7.13             | Viola Sauer              |
| Andrew Nichols                   | Jon Tenney        | 3.11–4.13, 5.17                  | Viktor Neumann           |
| Jerry Grant Jr.                  | Dylan Minnette    | 3.15, 3.17–4.04                  |                          |
| Karen Grant                      | Madeline Carroll  | 3.15, 3.18                       | Soraya Richter           |
| Karen Grant                      | Mary Mouser       | 4.04, 5.09                       | Amelie Plaas-Link        |
| Michael Ambruso                  | Matthew Del Negro | 4.02–6.11                        |                          |
| Susan Ross                       | Artemis Pebdani   | 4.07–5.21                        | Nana Spier               |
| Elise Martin                     | Mía Maestro       | 5.04–5.06                        | Mareile Moeller          |
| Lillian Forrester                | Annabeth Gish     | 5.11–5.17                        |                          |
| Francisco Vargas                 | Ricardo Chavira   | 5.11–6.08                        |                          |
| Vanessa Moss                     | Joelle Carter     | 5.13–5.18                        |                          |
| Vanessa Moss                     | Jessalyn Gilsig   | 6.01, 6.05, 7.11, 7.16           |                          |
| Alex Vargas                      | Danny Pino        | 5.15–5.19                        |                          |
| Luna Vargas                      | Tessie Santiago   | 6.01–6.16                        |                          |
| Jennifer Fields                  | Chelsea Kurtz     | 6.01–6.09                        |                          |
| Meg                              | Phoebe Neidhardt  | 6.03–6.09                        | Eva Thärichen            |
| Samantha Ruland                  | Zoe Perry         | 6.05–6.13                        |                          |
| Theodore                         | David Warshofsky  | 6.06–6.13                        |                          |
| Curtis Pryce                     | Jay Hernandez     | 7.01–7.07                        |                          |
| Fenton Glackland                 | Dean Norris       | 7.02–7.08                        |                          |
| Audrey Campo                     | Sumalee Montano   | 7.10–7.16                        |                          |
| Professor Annalise Keating, J.D. | Viola Davis       | 7.12                             | Martina Treger           |
| Michaela Pratt                   | Aja Naomi King    | 7.12                             | Shandra Schadt           |
| Lonnie Mencken                   | Michael O’Neill   | 7.14–7.18                        |                          |

## Produktion
Im Frühjahr 2011 wurde bekannt, dass Shonda Rhimes mit der Entwicklung eines neuen Pilotfilms beauftragt wurde. Im Februar 2011 wurde Kerry Washington für die Hauptrolle verpflichtet. Der ehemalige Lost-Darsteller
Henry Ian Cusick bekam Mitte Februar 2011 die männliche Hauptrolle.  Am 28. Februar 2011 wurde bekannt, dass Tony Goldwyn die Rolle des Präsidenten bekommen hatte. Im Mai 2011 bestellte ABC die Serie für die Midseason. Im Juni 2012 wurde bekannt, dass Henry Ian Cusick nicht länger zur Hauptbesetzung gehörte, stattdessen wurde Joshua Malina mit Beginn der zweiten Staffel in die Hauptbesetzung befördert. Mitte Juni 2012 wurde dann auch noch Bellamy Young in die Hauptbesetzung der zweiten Staffel geholt. Im Juni 2013 wurde bekannt, dass Scott Foley vom Nebendarsteller zum Hauptdarsteller befördert wurde.
Aufgrund der konstanten Einschaltquoten bestellte der Sender im Mai 2012 eine zweite Staffel und im Mai 2013 eine dritte Staffel. Nachdem Columbus Short im März 2014 in eine Schlägerei verwickelt gewesen war, wurde sein Vertrag für eine geplante vierte Staffel nicht verlängert. Die Ausstrahlung der sechsten Staffel begann im Januar 2017 bei ABC. Im selben Jahr wurde die siebte und letzte Staffel von Scandal bestellt.

## Ausstrahlung
Vereinigte Staaten
Die erste Staffel wurde zwischen dem 5. April 2012 und 17. Mai 2012 ausgestrahlt. In der Zielgruppe wurde im Schnitt ein Zielgruppenrating von 2,0 erreicht. Die Ausstrahlung der zweiten Staffel begann am 27. September 2012. Das Staffelfinale wurde am 16. Mai 2013 gezeigt. Im gleichen Monat verlängerte ABC die Serie um eine dritte Staffel, die am 3. Oktober 2013 Premiere hatte. Das dritte Staffelfinale wurde am 17. April 2014 gezeigt. Am 25. September 2014 begann in den USA die Ausstrahlung der vierten Staffel und endete am 14. Mai 2015. Die Ausstrahlung der fünften Staffel begann auf ABC am 24. September 2015 und endete am 12. Mai 2016. Die Ausstrahlung der sechsten Staffel begann am 26. Januar 2017 und endete am 18. Mai 2017. ABC bestellte eine weitere siebte Staffel, die seit dem 5. Oktober 2017 ausgestrahlt wird.
Deutschland
Für Deutschland hat sich die RTL Group die Ausstrahlungsrechte gesichert. Der dazugehörige Free-TV-Sender Super RTL sendete vom 14. Oktober 2013 bis zum 2. Januar 2014 die ersten beiden Staffeln. Seit dem 1. Oktober 2014 ist die komplette dritte Staffel bei dem Video-on-Demand-Anbieter Amazon Instant Video als deutschsprachige Fassung verfügbar und seit dem 12. Oktober 2015 auch die vierte. Bei Watchever ließen sich die ersten drei Staffeln auf Englisch und Deutsch abrufen.

## Rezeption
Entertainment Weekly wählte die 22. Folge der zweiten Staffel, Enthüllungen (Originaltitel: White Hat’s Back On), auf Platz 9 ihrer Top 10 der besten Serienfolgen des Jahres 2013.

## DVD-Veröffentlichungen
Vereinigte Staaten
- Die erste Staffel erschien am 12. Juni 2012
- Die zweite Staffel erschien am 3. September 2013
- Die dritte Staffel erschien am 23. September 2014
- Die vierte Staffel erschien am 11. August 2015

Vereinigtes Königreich
- Die erste Staffel erschien am 7. Oktober 2013
- Die zweite Staffel erschien am 17. Februar 2014
- Die dritte Staffel erschien am 19. Januar 2015
- Die vierte Staffel erschien am 23. November 2015

Deutschland
- Die erste Staffel erschien am 5. Dezember 2013
- Die zweite Staffel erschien am 20. Februar 2014
- Die dritte Staffel erschien am 14. April 2016
- Die vierte Staffel erschien am 22. September 2016